# Кочетівка (Воронезька область)
Кочетівка (рос. Кочетовка) — село у Хохольському районі Воронезької області Російської Федерації.
Населення становить 514 осіб (2010). Входить до складу муніципального утворення Кочетовське сільське поселення.

## Історія
Населений пункт розташований у межах суцільної української етнічної території, частини Східної Слобожанщини. До Перших визвольних змагань належав до Воронезької губернії.
Від 1935 року належить до Хохольського району.
Згідно із законом від 15 жовтня 2004 року входить до складу муніципального утворення Кочетовське сільське поселення.

## Населення
| 2010 |
| ---- |
| 514  |